# Ренді Буцик
Ренді Річард Буцик (нар. 9 листопада 1962) — колишній канадський професійний хокеїст, який зіграв 19 ігор у Національній хокейній лізі за « Монреаль Канадієнс » і « Калгарі Флеймс » між 1986 і 1988 роками. Він є племінником члена Залу слави НХЛ Джонні Буцика .
У 1985 році Буцик виграв Кубок Колдера як чемпіонат Американської хокейної ліги з « Шербрук Канадієнс ». Потім його кілька разів викликали протягом сезону 1985–1986 років, щоб зіграти за «Монреаль Канадієнс», і він провів з «Канадієнс» 17 ігор регулярного сезону та 2 ігри плей-офф під час сезону виграшу Кубка Стенлі.  Незважаючи на те, що Буцик був зображений на фото переможця команди та отримав перстень Кубка Стенлі від Канадієнс, його ім’я не вигравірувано на Кубку Стенлі .

## Статистика кар'єри

### Регулярний сезон і плей-офф
| 1980–81    | Northeastern University         | ECAC       | 26  | 9  | 7   | 16  | 18  | —  | —  | —  | —  | —  |
| 1981–82    | Northeastern University         | ECAC       | 33  | 19 | 17  | 36  | 10  | —  | —  | —  | —  | —  |
| 1982–83    | Northeastern University         | ECAC       | 28  | 16 | 20  | 36  | 16  | —  | —  | —  | —  | —  |
| 1983–84    | Northeastern University         | ECAC       | 29  | 16 | 13  | 29  | 11  | —  | —  | —  | —  | —  |
| 1984–85    | Sherbrooke Canadiens            | AHL        | 62  | 21 | 26  | 47  | 20  | 8  | 0  | 0  | 0  | 20 |
| 1985–86    | Монреаль Канадієнс              | NHL        | 17  | 4  | 2   | 6   | 8   | 2  | 0  | 0  | 0  | 0  |
| 1985–86    | Sherbrooke Canadiens            | AHL        | 43  | 18 | 33  | 51  | 22  | —  | —  | —  | —  | —  |
| 1986–87    | Sherbrooke Canadiens            | AHL        | 70  | 24 | 39  | 63  | 28  | 17 | 3  | 11 | 14 | 2  |
| 1987–88    | Калгарі Флеймс                  | NHL        | 2   | 0  | 0   | 0   | 0   | —  | —  | —  | —  | —  |
| 1987–88    | Salt Lake Golden Eagles         | IHL        | 78  | 37 | 45  | 82  | 73  | 19 | 7  | 8  | 15 | 12 |
| 1988–89    | Salt Lake Golden Eagles         | IHL        | 79  | 28 | 59  | 87  | 24  | 14 | 5  | 5  | 10 | 4  |
| 1988–89    | Збірна Канади з хокею із шайбою | Intl       | 4   | 0  | 0   | 0   | 2   | —  | —  | —  | —  | —  |
| 1989–90    | Salt Lake Golden Eagles         | IHL        | 67  | 22 | 41  | 63  | 16  | 11 | 2  | 6  | 8  | 10 |
| 1990–891   | Salt Lake Golden Eagles         | IHL        | 18  | 4  | 4   | 8   | 2   | —  | —  | —  | —  | —  |
| AHL totals | AHL totals                      | AHL totals | 175 | 63 | 98  | 161 | 70  | 25 | 3  | 11 | 14 | 22 |
| IHL totals | IHL totals                      | IHL totals | 242 | 91 | 149 | 240 | 115 | 44 | 14 | 19 | 33 | 26 |
| NHL totals | NHL totals                      | NHL totals | 19  | 4  | 2   | 6   | 8   | 2  | 0  | 0  | 0  | 0  |

## Зовнішні посилання
- Статистика виступів та профіль гравця на NHL.com, Eliteprospects.com, Hockey-Reference.com, The Internet Hockey Database